# 露西·卡斯泰
露西·卡斯泰（發音：[ly.si kas.te]；1987年—）是法国公务员和经济学家。曾經是社会党成員，在2024年法國立法選舉后被新人民阵线提名为法国总理。
在获得提名后，马克龙拒绝任命露西·卡斯泰，声称不会在2024年夏季奥林匹克运动会结束前做出任何决定，而且“问题不在于名字”，而在于国民议会中会形成哪个政府多数派。卡斯泰声称，由于两个联盟之间存在严重分歧，与马克龙的“一起为了共和国”联盟组建政府的可能性是不可能的，并敦促马克龙接受她的提名。8月底，马克龙再次拒绝任命卡斯泰为总理，理由是其他政党已经表示，如果新人民阵线组成少数派政府将立即对其进行不信任投票。